# 1946 års cityplan

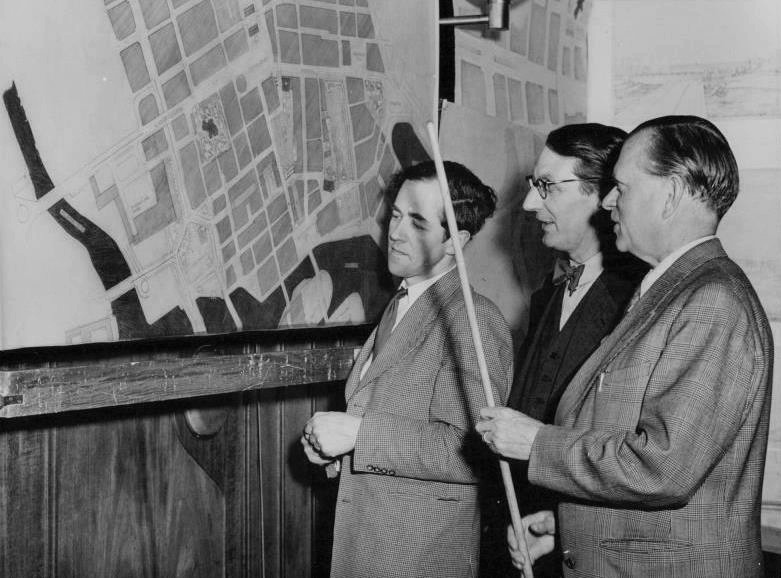
David Helldén, borgarrådet Yngve Larsson och arkitekten Sven Markelius framför en regleringsplan över Nedre Norrmalm som ingick i 1946 års cityplan.

1946 års cityplan, formellt Stadsplanekontorets tjänsteutlåtande angående ny stadsplan för Nedre Norrmalm avgivet den 31 maj 1946, var en översiktlig plan för trafiken i centrala Stockholm och det blivande Stockholms city på Nedre Norrmalm, utarbetad av Stadsplanekontoret och författad av stadsplanedirektören Sven Markelius och David Helldén. Planen baserades på det principbeslut om Norrmalmsregleringen som fattades av Stockholms stadsfullmäktige den 18 juni 1945 efter stadsbyggnadsborgarrådet Yngve Larssons initiativ.

## Beskrivning

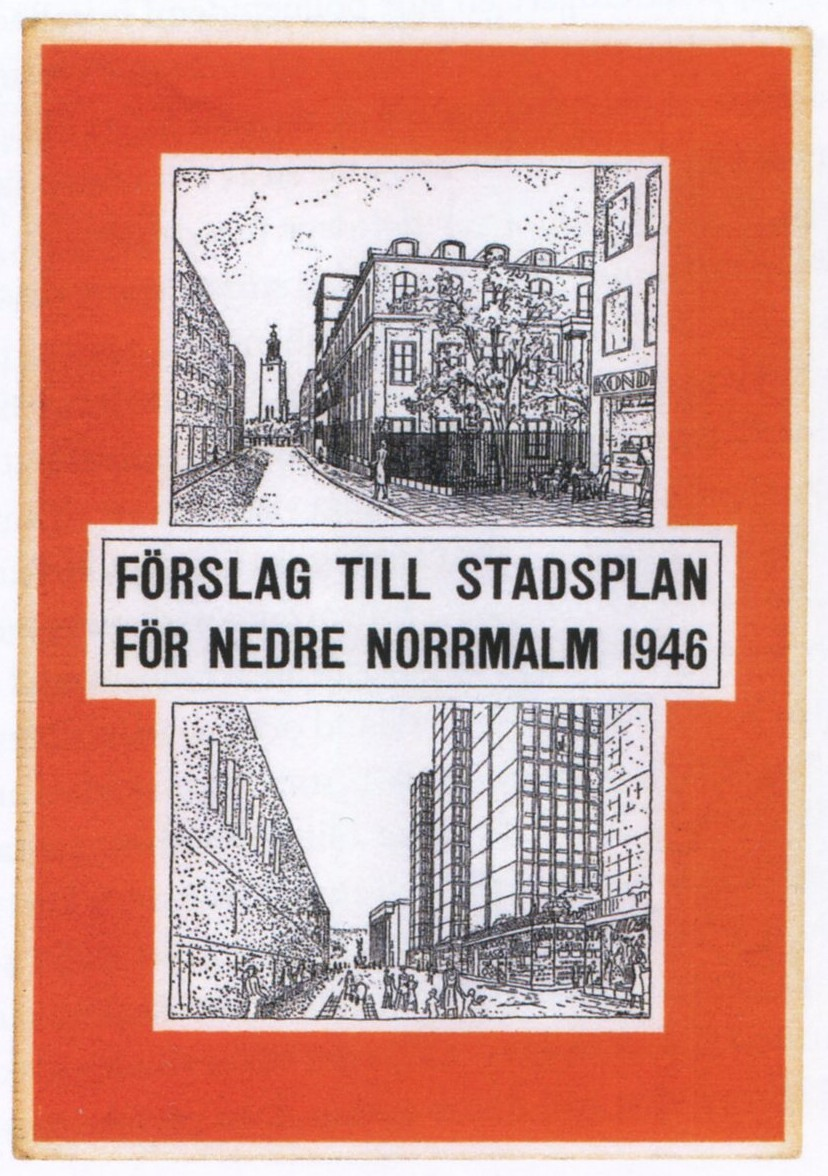
"Förslag till stadsplan för Nedre Norrmalm 1946".

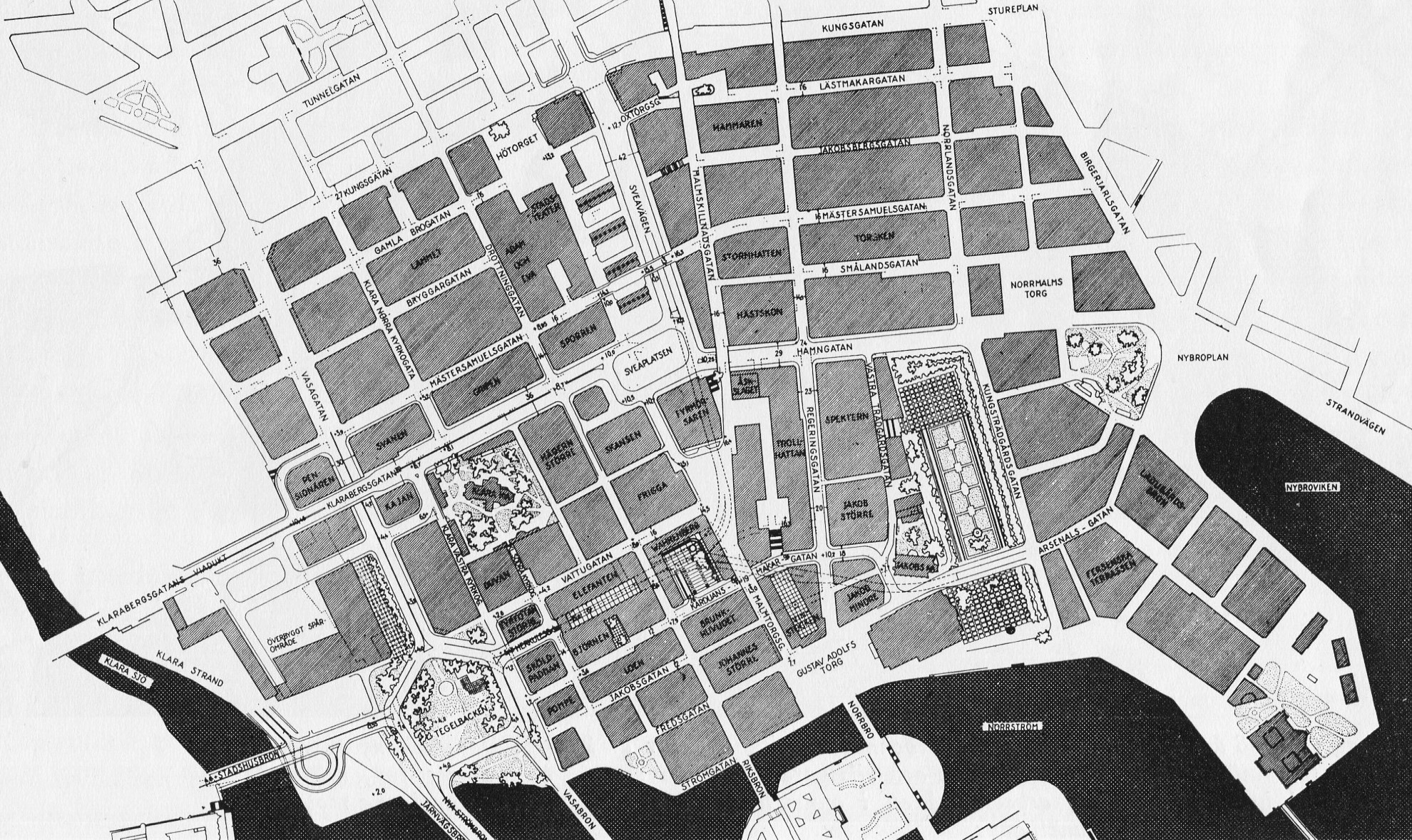
Förslag för regleringen av Nedre Norrmalm enligt 1946 års cityplan.

1946 års cityplan blev utgångspunkten för den stora cityombyggnaden i Stockholm. Principbeslutet 1945 angav riktlinjer, men i cityplanen från 1946 presenterades en rad nya idéer och man gick även in på den nya bebyggelsens gestaltning. I och med 1946 års plan hade området norr om Sveaplatsen (sedermera Sergels torg) fått sin slutgiltiga utformning. Där fanns nu fyra höghus (det skulle bli fem så småningom) på låga butiksbyggnader (blivande Hötorgscity) och en gågata (sedermera Sergelgatan), väster därom fanns plats för Stockholms Stadsteater (ej utförd). Upphovsman till denna del av planen var stadsplanekontorets arkitekt David Helldén. Helldén stod även för en rad perspektiv-illustrationer som skulle förtydliga planens innehåll.
Trafikföringen fick stort utrymme i 1946 års plan. Av central betydelse för planens trafiksystem var flera biltunnlar. En tunnel planerades från Tegelbacken till Sveaplatsen och Sveavägen med en östlig tunnelgren till Arsenalsgatan på Blasieholmen. Denna grenen skulle ansluta till en tunnel som var planerad att gå från  Skeppsbron under Norrström till Nybroplan med mynning i Strandvägen. 
I cityplanen 1946 presenterades även en skiss för huvudledsnätet i och omkring Stockholm, där en trafikring runt Stockholm konkretiserades. Officiellt ingick skissen sex år senare i Generalplan för Stockholm 1952.
Även Tegelbackens trafiksystem ägnades stor uppmärksamhet. Detta var en av innerstadens hårdast belastade trafikpunkter med ständiga köer (kallat "Tegelbackseländet"). Beslutet att dra Sveavägens trafik till denna korsning innebar dessutom en ännu högre trafikintensitet. I 1946 års cityplan redovisade man två alternativ; ”Klöverbladet” (liknande Slussen) och ”Femhörningen” (en gigantisk cirkulationsplats med en park i mitten). En klöverbladslösning hade redan 1943 presenterats av Slussen-arkitekten Tage William-Olsson. Stadsplanedirektören Sven Markelius föredrog dock "Femhörningen". Ingen av dessa lösningar skulle dock komma att utföras.
Remissvaren på 1946 års plan var övervägande positiva med två undantag; Byggnadsnämnden och Skönhetsrådet. I juni 1947 antogs cityplanen utan att föreläggas stadsfullmäktige innan. Förmodligen ville man inte ha en ny citydebatt, dessutom uppfattades planen som en bearbetning av det redan 1945 tagna beslutet och i enlighet med stadsfullmäktiges direktiv.